# اکوبو، جنوب سودان

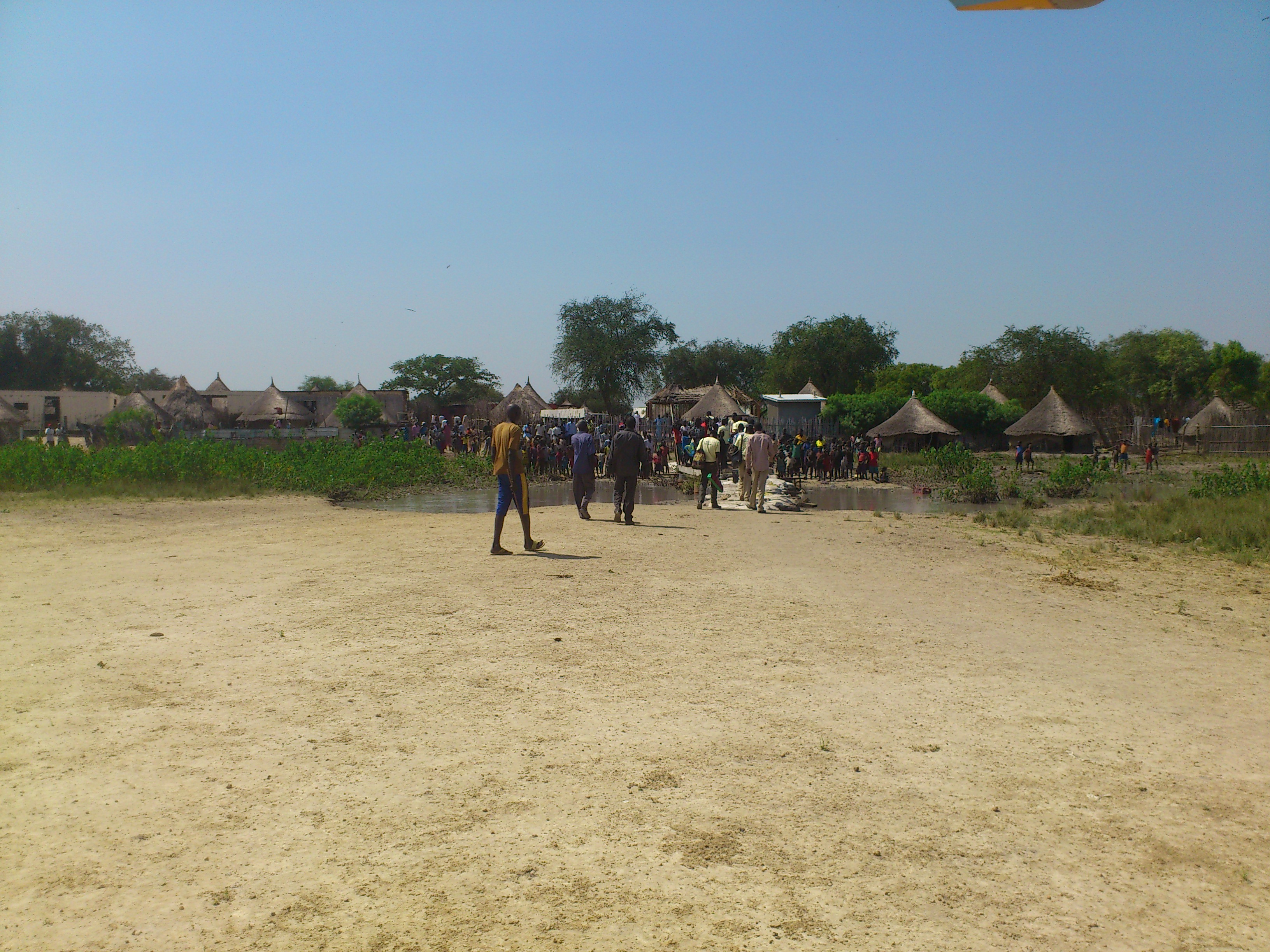
اکوبو، جنوب سودان

اکوبو، جنوب سودان (به لاتین: Akobo, South Sudan) یک منطقهٔ مسکونی در سودان جنوبی است که در جونقلی واقع شده‌است.

## خصوصیات
اکوبو ۱٬۰۰۰ نفر جمعیت دارد و ۵۰۰ متر بالاتر از سطح دریا واقع شده‌است.